# Strażnica Straży Granicznej w Sępopolu
Strażnica Straży Granicznej w Sępopolu – nieistniejąca obecnie graniczna jednostka organizacyjna polskiej straży granicznej realizująca zadania bezpośrednio w ochronie granicy państwowej z Federacją Rosyjską.

## Formowanie i zmiany organizacyjne
Strażnicę SG w Sępopolu włączono do systemu ochrony granicy państwowej 1 marca 1997 roku. Koszty jej powstania częściowo pochodziły ze środków Funduszu PHARE. Obiekt kupiono w 1995 roku od Spółdzielni Pracy „OFF-SERI-DRUK" w Sępopolu. Całkowity koszt uruchomienia wyniósł 1919905 zł.
W wyniku realizacji kolejnego etapu zmian organizacyjnych w Straży Granicznej w 2002 roku, strażnica uzyskała status strażnicy SG kategorii I.
24 sierpnia 2005 roku funkcjonującą dotychczas strażnicę SG w Sępopolu przemianowano na placówkę Straży Granicznej w Sępopolu.

## Ochrona granicy
Strażnica w Sępopolu ochraniała odcinek o długości 22 km, od znaku granicznego nr 2225 (wył.) do znaku granicznego nr 2272. Od zachodu strażnica graniczyła ze strażnicą SG w Bartoszycach, a od wschodu ze strażnica SG w Barcianach. W rejonie znaków granicznych 2252–2253 linię granicy przecina Łyna. Po zlikwidowaniu strażnicy SG w Bartoszycach w 2002 roku, od zachodu graniczyła z GPK SG w Bezledach. 

## Komendant strażnicy
- ppłk SG Grzegorz Mucha (01.03.1997–24.08.2005)[3].